# Kordian i cham
Kordian i cham – powieść Leona Kruczkowskiego z 1932, będąca próbą polemiki z wizją wsi romantyków.
Bezpośrednio nawiązuje do dramatu Kordian Juliusza Słowackiego. Tytuł podsunął autorowi Adam Polewka.
Kanwą powieści był pamiętnik Kazimierza Deczyńskiego pt. Opis życia wieśniaka polskiego (który został wydany jako Żywot chłopa polskiego na początku XIX stulecia w 1907).

## Fabuła
Kazimierz Deczyński, wywodzący się z chłopskiego stanu wiejski nauczyciel, broniąc chłopów w rodzinnej wsi, popada w konflikt z dzierżawcą Czartkowskim. Za jego przyczyną zostaje wcielony do wojska Królestwa Kongresowego. Tam poznaje na własnej skórze panujący system klasowy. W efekcie odmawia wzięcia udziału w powstaniu listopadowym.

## Adaptacje
W 2021 na motywach powieści powstał debiutancki dramat Joanny Bednarczyk pod tym samym tytułem, którego premiera miała miejsce w Teatrze Polskim w Poznaniu.